# Juan Carlos Méndez
Juan Carlos Méndez González (4 de noviembre de 1945 - 6 de febrero de 2013) fue un agrónomo, economista, empresario, académico y consultor chileno, director de Presupuestos durante la dictadura de  Augusto Pinochet.
Se tituló de agrónomo por la Pontificia Universidad Católica de Chile y luego obtuvo un magíster en economía agraria en la misma casa de estudios y un Master of Arts en la Universidad de Chicago, en los Estados Unidos.
Fue casado con Verónica Montero Jaramillo.

## Régimen de Pinochet
Entre 1975 y 1981 ocupó el cargo de director de Presupuestos, dependiente del Ministerio de Hacienda. Desde esa posición jugó un importante rol en ayudar a impulsar reformas en el ámbito de la educación, como la incorporación del subsidio a la demanda y la apertura del sistema universitario.
Anteriormente había sido miembro del grupo de economistas monetaristas redactor de programa económico conocido como El ladrillo, la comisión redactora del estatuto del inversionista extranjero (DL 600) (1973-1975) y la comisión de la reforma tributaria (1974).

## Después del Estado
Desde 1982 fue consultor del Banco Mundial y desde 1985 del Banco Interamericano de Desarrollo (BID).
En lo sucesivo ejercería altos cargos en diversas empresas, entidades y organizaciones gremiales, destacándose AFP Habitat, Empresas Iansa, CAP, Masisa, Bauzá Export y Compañía Electro Metalúrgica (Elecmetal).
En 1999 participó activamente en la elaboración de las propuestas programáticas del candidato presidencial de la centroderecha, Joaquín Lavín, a la larga derrotado por el socialista Ricardo Lagos en una reñida segunda vuelta.
Fue académico en diversas casas de estudio, como las universidades Católica de Valparaíso, de Chile y de Concepción, además de prorrector de la Universidad Finis Terrae, entre otras.
Falleció a comienzos de 2013.